# Кампо-Маан (национальный парк)
Кампо-Маан (фр. Parc national de Campo-Ma’an) — национальный парк на юго-западе Камеруна. Административно находится в Южном регионе в департаменте Осеан. Через национальный парк протекает река Кампо.

## История
Первоначально на территории национального парка были два заповедника: Кампо, основанный в 1932 году и Маан, основанный в 1980 году. В 2000 году они были объединены в национальный парк Кампо-Маан.

## География
Кампо-Маан находится в департаменте Осеан на юго-западе Камеруна. Западная часть парка выходит к Атлантическому океану. Площадь национального парка составляет 26.4 км2. Западная часть более низкая, преобладающие высоты около 300 метров, восточную часть парка покрывают более высокие горы (до 1000 метров).

## Фауна
На территории национального парка зарегистрировано 87 видов млекопитающих, в том числе слон, западная горилла, обыкновенный шимпанзе, гигантский ящер, леопард, черный колобус и мандрил. Встречается 122 вида рептилий, 156 видов рыб и 300 видов птиц.

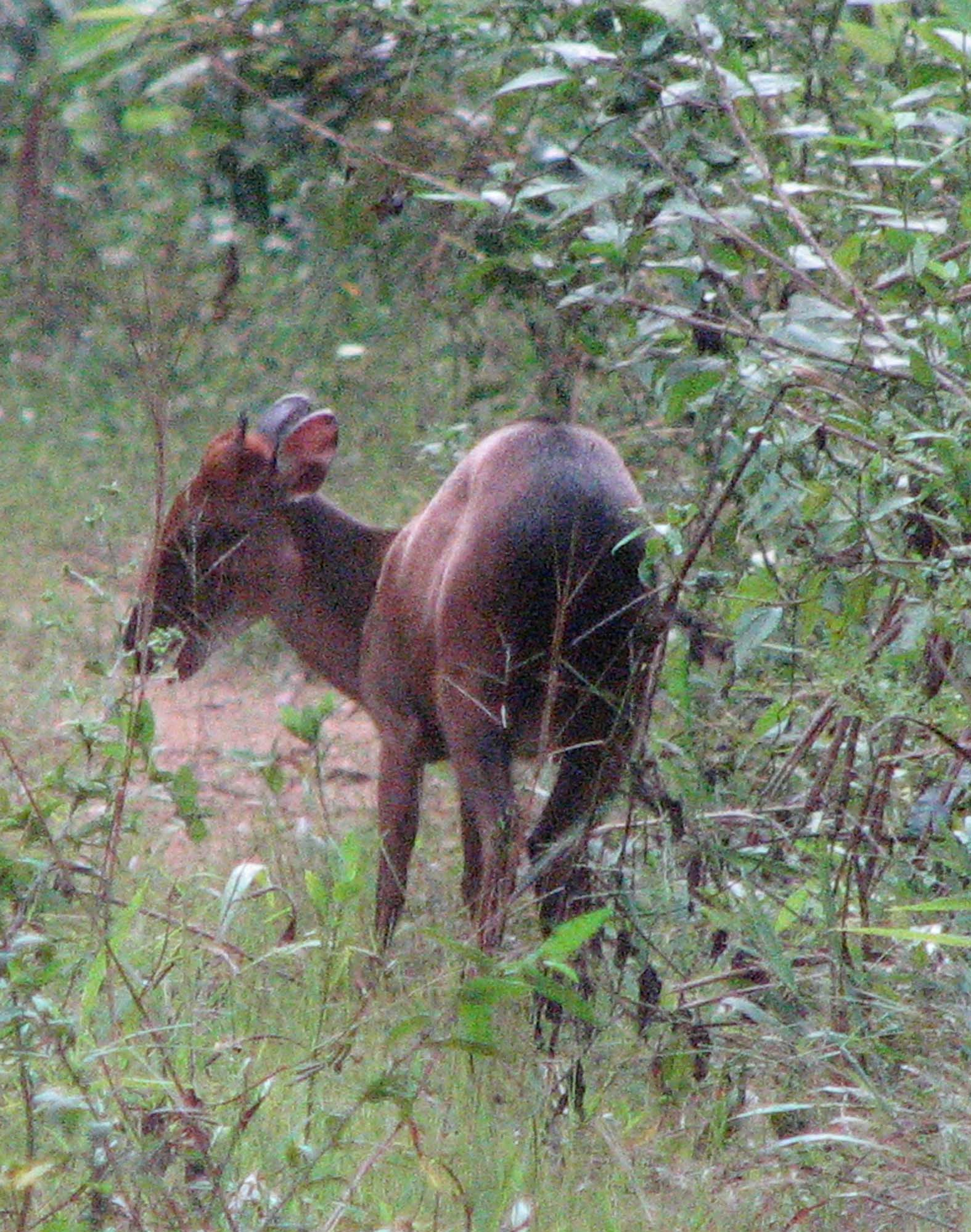
Cephalophus callipygus
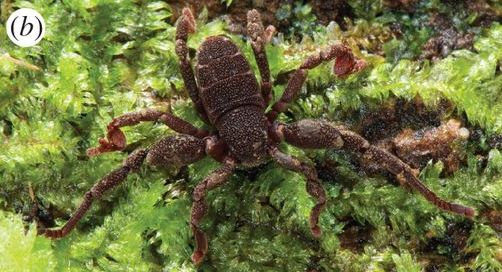
Ricinoides karschii